# Степанов, Георгий Андреевич
Гео́ргий Андре́евич Степа́нов (18 ноября 1890, Кронштадт, Петербургская губерния, Российская империя — 3 января 1957, Ленинград, РСФСР, СССР) — советский военно-морской деятель, вице-адмирал.

## Биография
Родился 18 (30) ноября 1890 года в городе Кронштадт Санкт-Петербургской губернии. Русский, дворянин.
Сын флотского офицера Андрея Ивановича Степанова — минного офицера крейсера «Рюрик» и старшего минного офицера линкора «Андрей Первозванный»; племянник капитана 1 ранга Степанова Константина Ивановича, командира крейсера «Адмирал Макаров».

### Служба в ВМФ Российской Империи
С 1905 по 1907 год учился в Александровском кадетском корпусе, с 1905 по 1911 год — в Морском корпусе. В службе на флоте с 1908 года.
В 1911—1912 годах служил на учебном судне «Николаев» в должности вахтенного офицера. В 1912—1914 годах обучался в Минном офицерском классе с дополнительным курсом радиотелеграфии.
В 1913 году был назначен на должность младшего минного офицера линкора «Андрей Первозванный», на котором застал начало Первой мировой войны. 6 декабря 1915 года произведен в чин лейтенанта.
С февраля 1916 года служил в должности старшего минного офицера линкора«Слава», с марта 1917 года по сентябрь 1918 года — в должности флагманского минного офицера штаба дивизии сторожевых судов Балтийского флота.

### Служба в ВМФ Советской России
После Октябрьской революции перешёл на сторону большевиков, продолжив службу в РККФ. В феврале — мае 1918 года участвовал в Ледовом походе Балтийского флота.
С сентября 1918 года по март 1919 года командовал минным заградителем «Шексна». С марта 1919 года по март 1920 года служил в должности начальника штаба Онежской военной флотилии, а с марта по май 1920 года временно исполнял обязанности командующего этой флотилией. Принимал участие в боевых действиях против белофиннов на Онежском озере. В октябре 1919 года временно исполнял должность командующего Онежской военной флотилией (во время болезни её командующего Э. С. Панцержанского), под давлением сухопутного командования провёл неудачную десантную операцию у Медвежьей Горы, за что был отстранён.
В мае 1920 года был переведён на Черноморский флот на должность начальника штаба действующего Отряда судов Морских Сил Чёрного моря, которую занимал до июня 1921 года. С июня по август 1921 года временно исполнял должность начальника Западно-Черноморского сектора обороны побережья (от Очакова до Одессы).
С августа 1921 года по декабрь 1924 года занимал должность начальника Оперативного управления морского штаба РККФ, а с декабря 1924 года по октябрь 1925 года — начальника штаба Морских Сил Чёрного моря.
В октябре 1925 года был направлен для обучения на Высшие морские академические курсы при Военно-Морской академии, которые окончил в апреле 1926 года, после чего вернулся на должность начальника штаба Морских Сил Чёрного моря, которую занимал до марта 1928 года. С января по март 1928 года временно исполнял обязанности командующего Черноморским флотом.
В марте 1928 года был направлен на преподавательскую работу в Военно-морскую академию имени К. Е. Ворошилова. 2 декабря 1935 года присвоено звание флагмана 2-го ранга.  3 апреля 1939 года присвоено звание флагмана 1-го ранга.  До сентября 1939 года находился на различных должностях в Военно-морской академии (преподаватель, старший руководитель, начальник кафедры, зам. начальника по НУР). В сентябре 1939 года был назначен на должность начальника Военно-морской академии имени К. Е. Ворошилова и по совместительству на должность начальника Военно-морской инженерно-технической академии.
4 июня 1940 года Г. А. Степанову было присвоено воинское звание вице-адмирала.
В октябре 1941 года был назначен на должность начальника Беломорской военной флотилии. Под его руководством была организована оборона портов и полярных станций, проливов Югорский Шар и Карские Ворота, осуществлялась защита морских коммуникаций в арктических водах, обеспечивалась проводка конвоев.
В марте 1943 года отозван в Москву и назначен временно исполняющим обязанности начальника Главного морского штаба.
2 марта 1944 года за неудовлетворительную организацию проведения набеговой операции кораблей и катеров Черноморского флота на Южное побережье Крыма 6 октября 1943 года, в результате которой от действий немецкой авиации погибли лидер эскадренных миноносцев «Харьков» и два эсминца — «Беспощадный» и «Способный», по Постановлению Государственного Комитета Обороны был отстранён от должности и понижен в звании до контр-адмирала (2.03.1944).
С июля 1944 года являлся начальником Управления военно-морских учебных заведений и, одновременно, старшим морским начальником в Ленинграде. Восстановлен в звании «вице-адмирал» (1.06.1944). После окончания Великой Отечественной войны оставался в прежней должности.
С февраля по апрель 1947 года в распоряжении главкома ВМФ. С апреля по ноябрь 1947 года был на должности начальника кафедры «Организация и мобилизация» Военно-морской академии.
12 января 1948 года Г. А. Степанов вместе с Н. Г. Кузнецовым, Л. М. Галлером и В. А. Алафузовым по доносу  контр-адмирала В. И. Алфёрова был предан Суду чести Министерства Вооружённых Сил СССР под председательством маршала Советского Союза Л. А. Говорова. Обвинение состояло в том, что в 1942—1944 годах они без разрешения Правительства СССР передали Великобритании и США секретные чертежи и описания высотной парашютной торпеды, дистанционной 130 мм гранаты, нескольких корабельных артиллерийских систем, схемы управления стрельбой, а также некоторое количество секретных морских карт. Суд чести признал их виновными и постановил ходатайствовать перед Советом Министров СССР о предании виновных суду Военной коллегии Верховного суда СССР.
3 февраля 1948 года был осуждён Военной коллегией Верховного суда СССР и приговорён к 10 годам лишения свободы. 10 февраля 1948 года постановлением Совета Министров СССР лишён воинского звания «вице-адмирал».
13 мая 1953 года полностью реабилитирован и восстановлен в прежнем воинском звании «вице-адмирал».
С июня 1953 года по январь 1957 года являлся членом редколлегии и главным редактором III Военно-исторического тома Морского атласа.
Скончался 3 января 1957 года. Похоронен в Санкт-Петербурге на Серафимовском кладбище.

## Награды
- Орден Ленина. Указом Президиума ВС СССР от 03.11.1944 года начальник Военно-Морских учебных заведений ВМФ вице-адмирал Степанов награждён за непрерывную и беспорочную службу[8].
- Орден Красного Знамени. Указом Президиума ВС СССР от 27.02.1943 года командующий Беломорской военной флотилией вице-адмирал Степанов награждён орденом Красного Знамени за успешное руководство флотилией и сопровождение конвоев союзников[9].
- Орден Нахимова 1-й степени. Указом Президиума ВС СССР от 22.07.1944 года вице-адмирал Степанов награждён орденом Нахимова 1-й степени[10].
- Медаль «За победу над Японией». Награждён приказом НВМФ от 28.02.1946 года[11].
- Медаль «За победу над Германией в Великой Отечественной войне 1941—1945 гг.» Награждён приказом УКОС ВМФ от 15.08.1945[12].
- Медали СССР.